# أفلا إغير (أفلا اغير)
أفلا إغير هي إحدى مشيخات المملكة المغربية، تتبع جغرافيا لإقليم تيزنيت وإداريًا لأفلا اغير. يقدر عدد سكانها بـ 4091 نسمة حسب الإحصاء الرسمي للسكان والسكنى لسنة 2004.